# 赖小民
赖小民（1962年7月21日—2021年1月29日），江西瑞金人，汉族，中共中央党校在职研究生学历，高级经济师。第十二届全国人民代表大会湖南地区代表。中国华融资产管理股份有限公司原党委书记、董事长。2021年1月5日，天津市第二中级法院对赖小民所犯的受贿罪判处死刑，剥夺政治权利终身，并处没收个人全部财产，並於同月29日执行死刑。

## 生平
赖小民生于江西省赣州专区瑞金县象湖镇绵塘村（今瑞金市解放路社区）。绵塘村当时是一个普通的农村。赖小民2011年接受采访时称，他的父母都没有文化，母亲不识字，父母通过做小买卖、养猪养活家庭；家庭年均收入仅有13元人民币，属于15元以下的特困户。赖家有五个孩子，赖小民是五兄妹中年龄最小的，也是五个孩子里学习成绩最好的。
1979年，赖小民考入江西财经学院国民经济计划专业。赖小民称，当年瑞金县仅有五个文科生通过高考上了大学，他是第一名，得以到省会南昌读书，另外四人去了赣南师范专科学校。在大学期间，赖小民拿到了每个月21.5元的甲等助学金，解决了生活困难问题。
1983年，赖小民从江西财经学院毕业。
1987年7月，进入中国人民银行，担任计划资金司中央资金处副处长（其间：1987年8月—1988年10月，任中央讲师团张家口分团副团长、党支部书记）。
1994年2月，任中国人民银行计划资金司中央资金处处长；10月，任中国人民银行计划资金司银行二处处长。
1997年5月，任中国人民银行信贷管理司副司长。
1998年8月，任中国人民银行银行监管二司副司长。
2003年4月，任中国银行业监督管理委员会银行监管二部副局级干部；7月，任中国银行业监督管理委员会北京监管局筹备组组长；9月，任中国银行业监督管理委员会北京监管局局长、党委书记。
2005年12月，任中国银行业监督管理委员会办公厅（党委办公室）主任。
2009年1月，任中国华融资产管理公司党委副书记、总裁（其间：2009年6月，担任中国企业联合会、中国企业家协会副会长；2011年11月，担任中国国际贸易促进委员会、中国国际商会副会长）。
2012年9月，任中国华融资产管理股份有限公司董事长、党委书记。在赖小民的任内，中国华融的资产规模为四大国有资产管理公司之最，而且从2009年由中银监调入华融后，带领华融股改，于2015年在香港上市，是继中国信达（1359）后，第二家在香港上市的中国国有资产管理公司。
2013年，当选第十二届全国人民代表大会代表。

## 落马
2018年4月17日，中央纪委国家监委网站宣布：“中国华融资产管理股份有限公司党委书记、董事长赖小民个人涉嫌严重违纪违法接受纪律审查和监察调查”。
2018年10月15日，中央纪委国家监委网站宣布：“中国华融资产管理股份有限公司原党委书记、董事长赖小民严重违纪违法被开除党籍和公职”，并将其涉嫌犯罪问题移送检察机关依法审查起诉，所涉财物随案移送。
2018年11月7日，最高人民检察院官方网站发布消息称赖小民案件由国家监察委员会调查终结，移送检察机关审查起诉。经最高人民检察院指定管辖，由天津市人民检察院第二分院审查起诉。天津市人民检察院第二分院依法对赖小民作出逮捕决定。
2019年2月15日，最高人民检察院发布消息称，赖小民涉嫌受贿、贪污、重婚一案，由国家监察委员会立案调查，调查终结后移送最高人民检察院审查起诉，经最高人民检察院依法指定管辖，交由天津市人民检察院第二分院审查起诉。近日，天津市人民检察院第二分院已向天津市第二中级人民法院提起公诉。
2020年8月11日，天津市第二中级人民法院一审公开开庭审理了赖小民受贿、贪污、重婚一案。检方指控：2008年至2018年，赖小民利用担任中国银行业监督管理委员会办公厅主任，中国华融资产管理公司党委副书记、总裁，中国华融资产管理股份有限公司党委书记、董事长，华融湘江银行股份有限公司党委书记（兼）等职务上的便利，为有关单位和个人谋取利益，或利用其职权、地位形成的便利条件，通过其他国家工作人员职务上的行为，为他人谋取不正当利益，直接或通过他人索取、非法收受相关单位和个人给予的财物，共计折合人民币17.88亿余元，其中1.04亿余元尚未完成收受。2009年底至2018年1月，赖小民利用职务便利，伙同他人非法占有公共资金共计人民币2513万余元。此外，赖小民在合法婚姻关系存续期间，还与他人长期以夫妻名义共同居住生活，并育有二子。
2021年1月5日，天津市第二中级人民法院公开宣判由天津市人民检察院第二分院提起公诉的中国华融资产管理股份有限公司原党委书记、董事长赖小民受贿、贪污、重婚一案，对被告人赖小民以受贿罪判处死刑，剥夺政治权利终身，并处没收个人全部财产；以贪污罪，判处有期徒刑十一年，并处没收个人财产人民币二百万元；以重婚罪，判处有期徒刑一年；虽认可其到案后向纪检监察机关检举揭发华融公司下属公司高管人员涉嫌重大职务犯罪的案件线索并经查证属实，系有重大立功表现，但考虑到受贿数额特别巨大、犯罪情节特别严重、社会影响特别恶劣、给国家和人民利益造成特别重大损失，不予从宽处罚。决定执行死刑，剥夺政治权利终身，并处没收个人全部财产。对赖小民受贿所得财物及其孳息予以追缴，上缴国库，不足部分，继续追缴；对贪污所得财物依法发还被害单位。1月21日，天津市高级人民法院对赖小民受贿、贪污、重婚案二审宣判，依法驳回上诉，维持死刑判决。经最高人民法院核准，1月29日上午，天津市第二中级人民法院依照法定程序对赖小民执行了死刑。赖小民是中共十八大以来，继吕梁市委原常委、原副市长张中生之后第二名单以经济犯罪被判处死刑且不缓期执行和第一名被执行死刑的落马官员（张中生二审改判为死缓）。
2024年5月28日，与赖小民同时期被查的下属，华融集团原党委副书记、董事会董事、总经理白天辉因受贿罪——“为相关单位在项目收购、企业融资等事项上提供帮助，非法收受财物共计折合人民币11.08亿余元”而被天津市第二中级人民法院判处死刑。

## 评论
2018年8月3日到4日，在北京召开的华融集团高层会议公布该案的部分案情：办案人员在其几处房产搜出人民币和外币，折合人民币2.7亿元，重三吨。
2018年10月，亦即赖小民出事后，香港独立股评人大衛·韋伯 (David Webb) 曾发表「26只不能买的股票」名单，揭露以中国华融为核心的一批关系匪浅上市公司，包括仰智慧旗下的蓝鼎国际等，令中国华融的投资足迹曝光。
中央纪委国家监委对赖小民的定性为：违反政治纪律和政治规矩，违背中央金融工作方针政策，盲目扩张、无序经营导致公司严重偏离主责主业，不履行全面从严治党主体责任，造成恶劣政治影响；搞政治投机，为个人职务升迁拉关系，搞美化宣传个人，捞取政治资本，参加迷信活动，对抗组织审查。违反中央八项规定精神，讲排场、摆阔气，挥霍浪费国家财产，违规组织公款宴请，频繁在私人会所和高档餐厅接受私营企业主宴请，安排或接受下属单位公款接待亲属旅游。违反组织纪律，在人大代表选举和干部推荐过程中搞非组织活动，在干部选拔任用过程中任人唯权、任人唯利、任人唯圈，严重污染企业政治生态；在组织函询时不如实说明问题，不按规定报告个人有关事项。违反廉洁纪律，收受礼品、礼金，利用职权或职务影响为亲友经营活动谋利，与多名女性搞权色交易。违反工作纪律，违规决定公司重大事项，越级插手具体项目。利用职务上的便利或职权、地位形成的便利条件，为他人谋取利益并收受巨额财物涉嫌受贿犯罪；利用职务上的便利，非法占有公共财物涉嫌贪污犯罪。赖小民还是中共十九大后首位被最高检公布涉及重婚罪罪名的官员。落马后，有网友称舒淇、许晴为赖小民情人，不久之后辟谣。
2020年1月，中国中央电视台综合频道播出的，由中央纪委国家监委宣传部和中央广播电视总台共同制作的专题片《国家监察》第二集《全面监督》对赖小民案进行了详细介绍。赖小民在北京某小区专门置办了一处住宅，内有多个保险箱，专门用于藏匿赃款。他要求行贿者只用现金交付，以免暴露，拿到钱以后再亲自开车送到这里，路上还要刻意绕几圈，以防有人跟踪。他和一些关系密切的知情人常把这处住宅称为“超市”。赖小民落马时，专案组单是从“超市”起获的现金就有2亿余元，他表示里面的钱“一分钱都没有花”。他承认，集团党委书记、董事长、法人代表都是他一肩挑，纪委书记也不过是他手下的党委委员，对他起不到太大的监督作用，金融领域的专业性和分业监管造成的空档，再加上他的刻意规避，使外部监管很难抵达华融集团。他平时接触的都是金融企业老板，个个身价过亿，行贿的钱对他们来说都是“小菜一碟”，收的多了也就“非常麻木了”。赖小民经常越过公司党委会，直接拍板决定公司重大事项，即便上会讨论，也经常独断专行，听不进反对意见。华融集团主业是经营处置国有银行的不良资产，但赖小民激进经营，开设几十家子公司、分公司，使集团严重偏离了主业。他为追求政绩，从不考虑长期风险，只热衷于短期业绩，导致下属为投其所好而经营一些相对高风险的项目。与赖小民同时期落马的两名原高管表示，集团所有人的命运都在赖小民一支笔下，敢违抗他意思的人都难逃调岗的命运；他爱任用自己的老乡，从管理层到食堂大厨很多都是江西人，他本人也很享受被人捧着的感觉；他经常把朋友的项目直接交代给下面去做，用这种方式完成利益输送。中央纪委国家监委干部监督室副主任陈清浦表示，赖小民违纪违法的数额、危害程度、犯罪情节、犯罪手段，都是触目惊心，让人瞠目结舌。
天津市第二中级人民法院认为：被告人赖小民的行为构成受贿罪、贪污罪、重婚罪。赖小民受贿犯罪数额特别巨大，情节特别严重，主观恶性极深。在二十二起受贿犯罪事实中，有三起受贿犯罪数额分别在2亿元、4亿元、6亿元以上，另有六起受贿犯罪数额均在4000万元以上。同时，赖小民具有主动向他人索取贿赂和为他人职务调整、提拔提供帮助收受他人财物等从重处罚情节。赖小民在犯罪活动中，利用国有金融企业负责人的职权，违规决定公司重大项目，越级插手具体项目，为他人谋取不正当利益，危害国家金融安全和金融稳定，社会影响极其恶劣。赖小民目无法纪，极其贪婪，大部分犯罪行为均发生在党的十八大之后，属于典型的不收敛、不收手、顶风作案，并使国家和人民利益遭受特别重大损失，社会危害极大，罪行极其严重，依法应予严惩。
2019年1月，中纪委主管的《中国纪检监察杂志》发文称赖小民违反民主集中制原则，热衷任用江西老乡，华融内部员工说“华融的江西老乡如果搞聚餐，食堂就会空一半”，因江西身份证号开头数字为36，华融人自嘲为“36局的”。在外，赖小民与前华润集团董事长宋林亦属于以前中央政治局常委曾庆红为首的“江西帮”。
2021年1月，最高人民检察院主管的《检察日报》开辟专栏，刊发北京师范大学刑事法律科学研究院教授王秀梅和中国社会科学院大学副校长、教授、博士生导师林维的两篇文章，两名法学专家都认为，赖小民虽然不是中共十八大以来第一名被判处死刑的贪腐官员，但他的受贿罪行极其恶劣，危害极其严重，判处其死刑体现了中共对反腐的决心，显示了法律的威严，也说明对于贪腐官员的死刑制度并非一纸空文。

## 婚姻
赖小民的原夫人张丽娜在光大银行总行信贷管理部任总经理，两人有一个女儿。据《财新》杂志报道，赖已暗中与原配离婚，在香港另与情妇有一对双胞胎幼子。
《中国经济周刊》据传闻言，赖小民涉“3个100”，即100多套房、100多个关系人、100多个情妇——赖小民通过华融置业等子公司，在广东省珠海市开发了某地产项目，一共120套房，其中100套房全部通过假摇号，分给了他的前妻及诸多情妇。